# 어머님 날 낳으시고
《어머님 날 낳으시고》는 한국방송공사 1TV 특집드라마이다.

## 제작진
- 극본 : 나연숙
- 연출 : 김홍종

## 출연진
- 권기선
- 김순철
- 김영애
- 김영철
- 김인문
- 김흥기
- 민지환
- 백수련
- 백윤식
- 서승현
- 연운경
- 이경진
- 장미자
- 장희진
- 전원주
- 정애란
- 정진
- 정종준
- 하미혜
- 한진희